# Vympel R-37
O Vympel R-37 (OTAN: AA-X-13/AA-13 Arrow) é um míssil ar-ar de origem russa de longíssimo alcance. O míssil possui, juntamente com suas variantes, as denominações: K-37, izdeliye 610, R-VD (Raketa-Vysokaya Dalnost, que significa "Míssil de alcance muito longo"), e, pela OTAN, 'Andi'. Foi desenvolvido com base no míssil R-33.
Foi desenvolvido com propósito de para abater AWACS e outras aeronaves de controle e comando.

## Design
O R-37 foi desenvolvido com base no Vympel R-33 para compatibilidade com aeronaves que não possuíam o radar sofisticado do MiG-31, com o sistema de buscas semi ativo substituído por uma variante do Agat 9B-1388 ativo. De acordo com o "Defence Today", o alcance do míssil depende do tipo de voo executado, de 80 milhas náuticas (150 km) com o disparo direto até 215 milhas náuticas (400 km) para cruzeiro.
A designação R-37M é usada pela variante modernizada do míssil, também conhecida como RVV-BD. Essa vai ser carregada pelo modernizado MiG-31BM e caças Su-35S. Ainda não há conhecimento se o míssil "izdeliye 810" designado para o Sukhoi PAK FA é uma derivação do R-37M.
Existem duas variantes, o R-37 e o R-37M; sendo a versão posterior com capacidade de alcance de até "300-400km" (160–220 nm). Uma de suas características é a extrema versatilidade em ataques a alvos em altitudes entre 15-25000 metros.

## História
O projeto e design do míssil remonta ao início dos anos de 1980, tendo o primeiro voo em 1989. Testes continuados decorreram nos anos de 1990; sendo em 1994 executado uma interceptação na distância de 162 milhas náuticas (300 km). Contudo, o programa foi abandonado em 1998 devido aos custos.
O trabalho sobre o míssil recomeçou no final de 2006, como parte do programa do MiG-31BM na atualização do "Foxhound" com novo radar e capacidades de ataque ao solo.

## Produção
O R-37 está em produção para equipar a versão atualizada de interceptadores MiG-31BM Foxhound. Ocorreu a integração da arma em caças da família Sukhoi Su-27 Flanker, caso do Sukhoi Su-35 e Sukhoi Su-37.

## Armas similares
- AIM-54 Phoenix
- KS-172